# Mleccha
Per la dinastia Mlechchha de Kamarupa (Assam), vegeu Dinastia Mlechchha.
Mleccha (que prové del sànscrit vèdic mlecch i significa "no-Vèdic", "bàrbar", també romanitzt com "Mlechchha" o "Maleccha") es refereix a la gent d'extracció forastera a l'antiga Índia. Aquesta paraula també es fa servir en un sentit denigrant en el sentit de gent impura o inferior. A l'antiga Índia el terme s'aplicava en general als estrangers (sense distinció de raça o color), en especial als perses.
Entre les tribus anomenades Mleccha (o Mlechchha) hi havia els Saces, Hunes, Yavanes, Kamboges, Pahlaves, Bahlikes i Rixikes. Els Indo-grecs, Escites i kuixans foren també anomenats mlecches.